# منطقه‌های لندن
منطقه (به انگلیسی: borough) یکی از تقسیمات محلی لندن بزرگ است که در تاریخ ۱ آوریل ۱۹۶۵ تشکیل شده و شامل ۳۲ منطقه می‌شود.
منطقه‌های لندن دارای ۱۵۰٬۰۰۰ تا ۳۰۰٬۰۰۰ نفر جمعیت می‌باشد و هر منطقه شامل چند بخش میشود.

## فهرست منطقه‌ها
|  | 1. سیتی لندن (منطقه نیست) 2. شهر وست‌مینستر 3. منطقه سلطنتی کنزینگتون و چلسی 4. منطقه همرسمیت و فولام لندن 5. منطقه واندزوورث لندن 6. منطقه لمبث لندن 7. منطقه ساوت‌وارک لندن 8. منطقه تاور هملتس لندن 9. منطقه هکنی لندن 10. منطقه ایزلینگتون لندن 11. منطقه کمدن لندن 12. منطقه برنت لندن 13. منطقه ایلینگ لندن 14. منطقه هانزلو لندن 15. منطقه ریچموند آپون تیمز لندن 16. منطقه سلطنتی کینگستون آپون تیمز 17. منطقه مرتون لندن | 1. منطقه ساتن لندن 2. منطقه کرویدون لندن 3. منطقه بروملی لندن 4. منطقه لویشام لندن 5. منطقه سلطنتی گرینویچ 6. منطقه بکسلی لندن 7. منطقه هیورینگ لندن 8. منطقه بارکینگ و دگنهام لندن 9. منطقه ردبریج لندن 10. منطقه نیوهام لندن 11. منطقه والتهام فورست لندن 12. منطقه هرینگی لندن 13. منطقه انفیلد لندن 14. منطقه بارنت لندن 15. منطقه هرو لندن 16. منطقه هیلینگدون لندن |